# Kapela sv. Petra u Petrovoj Gori
Kapela sv. Petra  je rimokatolička građevina u mjestu Petrova Gora, općini Lobor zaštićeno kulturno dobro.

## Opis dobra
Na teško pristupačnoj uzvisini nad selom, nalazi se jednobrodna srednjovjekovna kapela sv. Petra, zaobljenog svetišta, uz koju je sakristija iz novijeg doba. Uz bok glavnog pročelja s gotičkim ulazom, sagrađen je 1729. g. zvonik poduprt jakim potpornjakom. Kasnije je ispred ulaza sagrađen trijem, od kojeg je danas ostao samo lijevi pročelni otvor s ulazom, iznad kojeg se nalazi pjevalište. Današnji inventar pripada neogotičkom stilu. Na ovom mjestu crkva se spominje već 1334. godine.

## Zaštita
Pod oznakom Z-2844 zavedena je kao nepokretno kulturno dobro - pojedinačno, pravnog statusa zaštićena kulturnog dobra, klasificirano kao "sakralna graditeljska baština".